# العلاقات البليزية البنينية
العلاقات البليزية البنينية هي العلاقات الثنائية التي تجمع بين بليز وبنين.

## مقارنة بين البلدين
هذه مقارنة عامة ومرجعية للدولتين:
| وجه المقارنة                                              | بليز         | بنين            |
| --------------------------------------------------------- | ------------ | --------------- |
| المساحة (كم2)                                             | 22.97 ألف    | 114.76 ألف      |
| عدد السكان (نسمة)                                         | 374.68 ألف   | 11.18 مليون     |
| الكثافة السكانية (ن./كم²)                                 | 16.31        | 97.42           |
| العاصمة                                                   | بلموبان      | بورتو نوفو      |
| اللغة الرسمية                                             | لغة إنجليزية | لغة فرنسية      |
| العملة                                                    | دولار بليزي  | فرنك غرب أفريقي |
| الناتج المحلي الإجمالي (بليون دولار)                      | 1.84 مليار   | 9.27 مليار      |
| الناتج المحلي الإجمالي (تعادل القوة الشرائية) بليون دولار | 3.05 مليار   | 22.38 مليار     |
| الناتج المحلي الإجمالي الاسمي للفرد دولار أمريكي          | 4.88 ألف     | 762             |
| الناتج المحلي الإجمالي للفرد دولار أمريكي                 | 8.42 ألف     | 2.03 ألف        |
| مؤشر التنمية البشرية                                      | 0.715        | 0.480           |
| رمز المكالمات الدولي                                      | +501         | +229            |
| رمز الإنترنت                                              | .bz          | .bj             |
| المنطقة الزمنية                                           | 00           | ت ع م+01:00     |

## منظمات دولية مشتركة
يشترك البلدان في عضوية مجموعة من المنظمات الدولية، منها:
| علم المنظمة | اسم المنظمة                                 | تاريخ انضمام بليز | تاريخ انضمام بنين |
| ----------- | ------------------------------------------- | ----------------- | ----------------- |
|             | وكالة ضمان الاستثمار متعدد الأطراف          | 29 يونيو 1992     | 26 سبتمبر 1994    |
|             | منظمة الشرطة الجنائية الدولية               | ?                 | ?                 |
|             | مجموعة دول أفريقيا والكاريبي والمحيط الهادئ | ?                 | ?                 |
|             | منظمة حظر الأسلحة الكيميائية                | ?                 | ?                 |
|             | منظمة التجارة العالمية                      | ?                 | ?                 |
|             | البنك الدولي للإنشاء والتعمير               | 19 مارس 1982      | 10 يوليو 1963     |
|             | الأمم المتحدة                               | 25 سبتمبر 1981    | 20 سبتمبر 1960    |
|             | مؤسسة التمويل الدولية                       | 19 مارس 1982      | 5 فبراير 1987     |
|             | يونسكو                                      | 10 مايو 1982      | 18 أكتوبر 1960    |
|             | مؤسسة التنمية الدولية                       | 19 مارس 1982      | 16 سبتمبر 1963    |
|             | الاتحاد البريدي العالمي                     | ?                 | ?                 |
|             | الاتحاد الدولي للاتصالات                    | 16 ديسمبر 1981    | 1961              |

## وصلات خارجية
- موقع وزارة الخارجية البليزية
- موقع وزارة الخارجية البنينية